# Radiacja ewolucyjna
Radiacja ewolucyjna – proces polegający na zwiększaniu się taksonomicznej różnorodności i morfologicznego zróżnicowania z powodu adaptacji do zmian lub zajmowania nowych ekoprzestrzeni. Radiacje ewolucyjne mogą wpływać na jeden klad lub wiele, mogą być gwałtowne lub stopniowe – gdy są gwałtowne i występują w jednej linii ewolucyjnej jako przystosowanie do środowiska, nazywane są radiacją adaptacyjną.